# Vlad Corbeanu
Vlad Corbeanu (n.18 decembrie 1985, Mehedinți) este un actor de teatru și voice-over român. Cunoscut in emisiunile: "iComedy" și "În puii mei!"

## Teatru
- Familia Jeleznov - regia Gelu Colceag
- ...escu - regia Doru Ana
- Țarul Ivan își schimbă meseria - regia Gelu Colceag
- Îmblânzirea scorpiei - regia Gelu Colceag
- Umor, amor, fior de dor... în București - regia Diana Lupescu
- Doctori de femei - regia Emanuel Pârvu
- Nebuna din Chaillot - regia Alice Barb
- Gunoierul - regia Gina Lazăr
- Insula misterioasă - regia Theodor Cristian Popescu
- E soare / Plouă - regia Gina Lazăr
- O femeie, doi bărbați, trei posibilități - regia Gina Lazăr
- Doctori, femei și alte întâmplări - regia Vlad Corbeanu
- Monșer, stăm rău! - regia Gelu Colceag
- Opera de trei parale - regia Diana Lupescu
- Spaima zmeilor - regia Gelu Colceag

## Filmografie
- Totul e foarte departe (2018)
- Meda sau partea nu prea fericita a lucrurilor (2017)
- Meda (2016)
- Terapie pentru crimă (2013)
- Love (2016)
- Efect 30 (2010)
- Ramon (2023)

## Dublaj
- Cronicile Xiaolin - maestrul Fung (Cartoon Network)
- Paddington
- Ciudații mei părinți - alte voci (Nickelodeon)
- Transformers: Prime - Starscream (Cartoon Network)
- Lego Ninjago: Maeștrii Spinjitzului  - Sensei Garmadon (Cartoon Network)